# Colydium elongatum
|                                              |                       |
| Abb. 1: Aufsicht                             | Abb. 2: Unterseite    |
|                                              |                       |
| Abb. 3: Seitenansicht                        | Abb. 4: Kopf von vorn |
|                                              |                       |
| Abb. 5: Larve                                | Abb. 6: Puppe         |
| A: Oberkiefer B: Unter- kiefer C: Unterlippe |                       |
| Abb. 7: Mundwerkzeuge                        | Abb. 8: Fühler        |

Colydium elongatum ist ein Käfer aus der Familie Zopheridae und der Unterfamilie Colydiinae, die früher als eigenständige Familie betrachtet wurde und in die weitere Verwandtschaft der Schwarzkäfer gehört. Die Gattung Colydium ist hauptsächlich in  der Neuen Welt verbreitet, in Europa ist sie außer durch Colydium elongatum nur noch durch die  Art Colydium filiforme vertreten. Die beiden Arten unterscheiden sich jedoch nur graduell.
Der Artname elongatum (lat. verlängert) spielt auf die ungewöhnlich stabähnliche Körperform an, die jedoch auch bei Colydium filiforme vorliegt. Der Gattungsname Colydium (von altgr. κώλον „kólon“ für „Glied“ und ιδέα „idéa“ für „Gestalt“) steht ebenfalls für einen Käfer mit langgezogenem Körper. Bei Reitter heißt die Gattung auf Deutsch Fadenkäfer, in den Roten Listen wird für die Art der Name Länglicher Fadensaftkäfer in zwei verschiedenen Schreibweisen angegeben, außerdem findet man im Internet den Namen Ausgestreckter Rindenkäfer, diese Namen sind jedoch nicht geläufig.
Der verborgen lebende Käfer wird in der Roten Liste gefährdeter Arten Deutschlands unter der Kategorie 3 (gefährdet) geführt.

## Merkmale des Käfers
Der schmale zylindrische Käfer ist fast fünf Mal so lang wie breit und wird fünf bis sieben Millimeter lang. Er ist schwarzbraun, Beine und Fühler sind eher rotbraun gefärbt.
Der Kopf (Abb. 4) ist in Aufsicht etwa gleich lang wie breit und schwach trapezförmig. Die rundlichen Augen sind wenig gewölbt und liegen auf der Kopfseite. Die Oberlippe ist von oben nicht sichtbar, ihr Vorderrand leicht zweibuchtig. Die gebogenen Oberkiefer (Abb. 7 A) sind an der Spitze ungleich zweizähnig, am Innenrand mit einem freien Hautlappen versehen und an der Wurzel mit quergeriefter Mahlfläche ausgestattet. Das Endglied der Kiefertaster ist groß und leicht beilförmig (Abb. 7 B). Das Endglied der Lippentaster (Abb. 7 C) ist länglich eiförmig und an der Spitze abgestutzt. Die elfgliedrigen Fühler (Abb. 8) sind unter dem Seitenrand der Stirn vor den Augen eingelenkt. Sie enden in einer dreigliedrigen Keule. Diese ist mehr als doppelt so breit wie die mittleren Fühler der Fühlergeißel, das mittlere Keulenglied ist gut doppelt so breit wie lang, auch das Basisglied ist deutlich breiter als lang. Bei Colydium filiforme sind die Glieder der Geißel weniger schlank und das mittlere Keulenglied weniger quer.
Der fast rechteckige Halsschild ist bei beiden Arten der Gattung über die ganze Länge in der Mitte tief gefurcht, parallel dazu verlaufen nahe der Seite einseitig nach außen scharf begrenzte flache Furchen. Bei Colydium elongatum ist der Halsschild eineinhalb mal so lang wie breit, bei Colydium filiforme ist er etwas schlanker. Nach hinten verengt sich der Halsschild nur sehr wenig und ist an der Basis immer noch etwas breiter als der Kopf. Bei Colydium filiforme ist die Halsschildbasis nicht breiter als der Kopf. Der Halsschild ist weniger dicht punktiert als der Kopf, die Punkte sind länglich.
Die Flügeldecken sind prägnant längs gerippt. Zwischen den Rippen verlaufen Punktreihen, die bei Colydium elongatum aus etwas groberen Punkten bestehen als bei Colydium filiforme. Hinten sind die Flügeldecken gemeinsam etwa halbkreisförmig abgerundet. Die Flügeldecken sind einheitlich nur wenig heller als Kopf und Brustschild, die Schultern sind nur ausnahmsweise etwas heller braun, während bei Colydium filiforme gewöhnlich der ganze vordere Teil der Flügeldecken so braun wie die Beine sind.
Die Tarsen sind alle viergliedrig, die Glieder ungelappt. Vorder-, Mittel- und Hinterhüften sind deutlich getrennt (Abb. 2).

## Larve
Die Larven (Abb. 5) sind gestreckt und fast weiß. Die Glieder des Brustabschnitts, die die Beine tragen, sind kaum breiter und stärker sklerotisiert als die Hinterleibssegmente. Die beiden letzten Abdominalsegmente, insbesondere das letzte, sind oberseits stärker sklerotisiert und gelbbraun. Am Körper sitzen zwei kurze nach hinten und oben gekrümmte chitinöse Fortsätze in Form eines Horns.

## Biologie
Die Art lebt in und unter morscher Rinde und in faulendem Holz verschiedener Laub- und Nadelbäume (Eiche Buche Hainbuche, Tanne Fichte, Kiefer, Lärche). Die Imagines kann man nachts auch auf dem Holz antreffen, in Ausnahmefällen auch am Tag. In Polen erscheinen sie von Mai bis Anfang August. Die Überwinterung erfolgt vermutlich als Imago.
Die Imagines und vermutlich auch die Larven leben räuberisch, hauptsächlich von Larven verschiedener Borkenkäferarten. Die Larven fressen möglicherweise auch Pilze, die in den Käfergängen wachsen. In England wurde die Art häufig zusammen mit dem Kernholzkäfer Platypus cylindrus gefunden, dessen zunehmender Ausbreitung Colydium elongatum folgt. Außer Arten der Kernholzkäfer gehören auch verschiedene  Borkenkäfer (Scolytidae) zum Beutespektrum von Colydium elongatum, vermutlich aber keine Nagekäfer. Die Funde legen die Vermutung nahe, dass Colydium elongatum solchen Arten folgt, die absterbendes Holz oder frisches Totholz befallen. Bei altem Totholz sind diese Arten seltener und auch Funde von Colydium elongatum. Auf rindenlosen Stellen (Stammspiegel) ist die Art nur dann bevorzugt zu finden, wenn sich auch die Beutetiere auf diese absterbenden Bereiche noch lebender Bäume konzentrieren.

## Verbreitung
Das Verbreitungsgebiet von Colydium elongatum umfasst das von Colydium filiforme und erreicht die meisten europäischen Staaten.  Aus Portugal, Irland, den Baltischen Staaten mit dem Kaliningrader Gebiet, Moldawien, Zentralrussland, Albanien und Makedonien fehlen Meldungen. Aus den Niederlanden und Norwegen liegen Neufunde vor. Außerhalb Europas setzt sich das Verbreitungsgebiet nach Vorderasien und West-Nordafrika fort.
In Deutschland ist die Art im Osten häufiger, nach Süden und Westen wird sie deutlich seltener. Die Häufigkeit scheint jedoch neuerdings nicht nur im Westen Deutschlands, sondern im Westen Europas zuzunehmen (Neufunde in den Niederlanden und im Rheinland; Ausbreitung in Großbritannien).